# 三重県道31号大台宮川線
三重県道31号大台宮川線（みえけんどう31ごう おおだいみやがわせん）は、三重県多気郡大台町を通る主要地方道（三重県道）である。

## 概要
起点から終点まで宮川北岸に沿って走る2車線道路である。

### 路線データ
- 起点：多気郡大台町佐原字寺前通854-3[1][4]（大台警察署前交差点）
- 終点：多気郡大台町天ヶ瀬字不動前401番1[1][4]（栗谷口バス停付近）
- 総延長：10.9353km[1]
- 実延長：10.9353 km[1]

## 歴史
- 1993年（平成5年）5月11日 - 建設省（現・国土交通省）から、主要県道大台大台ヶ原線の一部が大台宮川線として主要地方道に指定される[5]。
- 1994年（平成6年）4月1日 - 三重県道31号大台大台ケ原線（1972年<昭和47年>3月31日制定）を廃止し、三重県道31号大台宮川線と三重県道53号大台ヶ原線が認定される[6]。
- 2021年（令和3年）8月12日 - 大台町弥起井地内の道路改良工事が完成[7]。

## 路線状況

### 交通規制
以下の区間で雨量による交通規制が実施される。
- 多気郡大台町江馬 - 終点（約2.5 km）
  - 時間雨量：30mm/h、連続雨量：150mmで通行止め。

### 通過する路線バス
この道路は山あいの集落間を結んでいるため、大台町がコミュニティバスとして大台町営バスを運営し、公共交通を維持している。以前は三重交通が運行していた。

### 利用状況
主に生活道路として利用される。また、夏季を中心に大杉谷や三瀬谷ダムへの行楽客のアクセス道路としての利用も見られる。
交通量
| 地点             | 平日12時間        | 平日24時間        |
| 地点             | 2005年度⇒2010年度 | 2005年度⇒2010年度 |
| 多気郡大台町江馬 | 3,372台⇒2,297台   | 4,417台⇒3,055台   |

## 地理

### 通過する自治体
- 多気郡大台町

### 接続する道路
- 国道42号（起点）
- 三重県道424号大宮宮川線（多気郡大台町江馬）
- 国道422号（終点）

### 沿線
- 三重県警察大台警察署
- 大台郵便局
- 三瀬谷ダム
  - 奥伊勢湖
  - 奥伊勢漕艇場
  - 三瀬谷発電所
- B&G大台海洋センター
- 大台町役場 宮川総合支所
- 宮川生活改善センター

## 参考資料
- 『県別マップル24 三重県道路地図』（昭文社、2009年3版1刷発行、ISBN 978-4-398-62474-1 、69ページ）
- 『アトラスRDX東海A4』（アルプス社、2006年3月発行、ISBN 4-903009-05-X 、168ページ）
- 『路線認定調書 平成28年4月1日』三重県、2016年、94頁。